# سيمون جاي ميرفي سينيور
سيمون جاي ميرفي سينيور (بالإنجليزية: Simon J. Murphy, Sr.)‏ هو فلاح أمريكي، ولد في 1820، وتوفي في 1910.